# Telford Street Park
 (avril 2025).
Si vous disposez d'ouvrages ou d'articles de référence ou si vous connaissez des sites web de qualité traitant du thème abordé ici, merci de compléter l'article en donnant les références utiles à sa vérifiabilité et en les liant à la section « Notes et références ».
Le Telford Street Park est un ancien stade de football construit en 1926 et fermé en 1996, et situé à Inverness.

## Histoire
Le Telford Street Park était le stade de l'équipe de Caledonian F.C. (en) depuis 1926 jusqu'en 1994, date à laquelle le club fusionne avec Inverness Thistle FC pour former Inverness Caledonian Thistle.
De cette date et en attendant la construction du nouveau stade, le Caledonian Stadium en 1996, Telford Street Park a accueilli les matches de la nouvelle équipe. 
Depuis lors, le stade a été détruit et remplacé par un centre commercial. Il tenait son nom de la rue où il était situé.